# NK Mladost Molve
NK Mladost je nogometni klub iz Molva.

## Povijest
Nogometni klub Mladost je osnovan 1958. godine. U svojoj pedeset godišnjoj povijesti bilježi zapažene rezultate, a od 1995. godine kada Općina Molve u potpunosti preuzima financiranje rada kluba, bilježi se značajan uspon u radu, organizaciji i postizanju športskih rezultata. 
Danas je član 1. ŽNL. 

## Uspjesi
- prvaci 1. ŽNL Koprivničko-križevačka 1999./00.
- plasman u 3. HNL – Sjever 2000. godine,
- pobjednici kupa Županijskog nogometnog saveza Koprivničko-križevačke županije,
- pobjeda u pred kolu kupa Hrvatskog nogometnog saveza nad HNK Vukovar '91 2000. godine,
- plasman u 1/16 finala kupa Hrvatskog nogometnog saveza, te službena utakmica s NK Dinamo Zagreb,
- plasman iz 3. HNL – Sjever 2000./01. u 2. HNL 2001./02.,
- prvaci 3. HNL – Sjever 2004./05.,
- finalisti kupa Županijskog nogometnog saveza Koprivničko-križevačke županije 2007. godine,
- pobjeda u pretkolu kupa Hrvatskog nogometnog saveza nad NK Rudar Labin 2007. godine,
- plasman u 1/16 finala kupa Hrvatskog nogometnog saveza, te službena utakmica s NK Hajduk Split,
- finalisti kupa Županijskog nogometnog saveza Koprivničko-križevačke županije 2008. godine,
- prvaci 1. ŽNL Koprivničko-križevačka 2013./14.[1]

## Vanjske poveznice
- NK Mladost